# 第十一次五カ年計画
第十一次五カ年計画（だいじゅういちじごかねんけいかく）は、中国の五カ年計画で第11番目のもの。中国語では「十一五」と略す。期間は2006年から2010年まで。

## 概要
この時期の半ばに北京オリンピック、最終年に上海万博が開かれ、中国政府にとっては国威にかけて失敗が許されない計画となった。世界的には北京オリンピックの閉幕直後にリーマンショックが発生し、経済が大幅に後退したが、中国政府は巨額の財政出動で自国のみならず世界経済をも下支えし、中国人に「かつては市場経済が中国を救ったが、今回は中国が市場経済を救った」という自信を与えた。
原語がそれまでの「計画」から「規画」になり（英訳では前者はplanだが、後者はguidelineである）、政策的な位置づけも変化した。「一票否決」制度の導入により、環境目標も1つの指標以外は全て達成された。